# Mancor de la Vall
Mancor de la Vall är en kommun i Spanien. Den ligger i den autonoma regionen Balearerna i östra delen av landet. Antalet invånare är 1 702 (2024). Mancor de la Vall ligger på ön Mallorca.